# Der Bär und seine Brüder
Der Bär und seine Brüder ist ein 1961 erschienenes Kinderbuch, das von Hans Baumann geschrieben und von Ulrik Schramm illustriert wurde. Es wurde zuerst vom Enßlin & Laiblin Verlag herausgegeben.

## Inhalt
Der Arbeitskreis für Jugendliteratur umschreibt das Buch, welches in die Auswahlliste des Jahres 1962 für den Deutschen Jugendliteraturpreis nominiert wurde, in seiner Jurybeschreibung wie folgt:

„Immer wird man es sehen, dass Mischa einmal ein Tanzbär war, dem man einen Ring durch die Nase gezogen hatte, dass er einmal an einer Kette ging, von der er sich losgerissen hat. Eines Tages aber werden seine Brüder, die ihn jetzt nicht verstehen, kommen und bei ihm Rat holen, weil er "über mancherlei Bescheid weiß, das nicht im Wald gewachsen ist". Die leise Melancholie dieser tiefsinnigen Fabel werden Kinder mehr erspüren als begreifen.“

Die Parabel Der Bär und seine Brüder erzählt die Geschichte vom Bären Mischa der nach längerer Abwesenheit wieder in den Wald seiner Brüder, welche selbst keine Namen führen, zurückkehrt. Jenen erzählt er von den Gründen seines Verschwindens und den sich daran anschließenden Erlebnissen mit dem alten Mann und dem kleinen Mädchen. Anfänglich sind seine Brüder sehr interessiert, geradezu begeistert vom Bericht Mischas. Doch die Begeisterung schwindet als bekannt wird, dass er vom Alten Mann als Tanzbär missbraucht wurde und er sich seine Freiheit durch Anlegen einer Kette am Nasenring nehmen ließ. Seine Brüder rücken im Lauf der Erzählung immer weiter von ihm ab bis Mischa enttäuscht die Runde verlässt. Seine Brüder streiten ohne ihn weiter und befragen letztlich einen alten Bären, ob sie denn richtig gehandelt hätten. Im Laufe des Gesprächs offenbart sich der alte Bär den fragenden Bärenbrüdern:

„Da hob der alte Bär den Kopf und hielt ihn schief und blinzelte die Sonne an. Und alle konnten sehen, wo der Ring gewesen war. Nun fragte keiner mehr.“

Der alte Bär teilte also das Schicksal Mischas den Wald verlassen, die Freiheit verloren und letztlich doch zurückgekehrt zu sein. Es wird sogar angedeutet, dass beide von den Menschen den gleichen Namen bekamen. Der Name Mischa/Mischka (russisch Миша/Мишка) wird in der russischen Umgangssprache als Name für einen Bären genutzt. Die Hinwendung Baumanns zur russischen Sprache und Literatur begann für Baumann während des Zweiten Weltkrieges, an dem er als Kompanieführer an der Ostfront teilnahm und wo er in sowjetische Kriegsgefangenschaft geriet.

## Rezeption
Das Buch wird wie viele seiner Jugendromane (Ich zog mit Hannibal, Der große Alexanderzug, Steppensöhne) als Teil von Baumanns Vergangenheitsbewältigung verstanden.
So findet die österreichische Kinder- und Jugendbuchexpertin Inge Cevala, dass

„Hans Baumann sein Nahverhältnis zur NS-Ideologieüberdenkt, dafür massiven Angriffen ausgesetzt ist und in der Folge mit der Parabel ‚Der Bär und seine Brüder‘ (1961) eine komplexe Aufarbeitung über Verführung und Verlockung, über Mitläufertum und Mitschuld, über Abschwören und Reintegration vorlegt.“

Auch Karsten Leutheuser erwähnt die Parabel als Beispiel von Vergangenheitsbewältigung.

„Jedenfalls zeugt diese Erzählung, und vielleicht noch stärker die Parabel ‚Der Bär und seine Brüder‘ (1961), in der Baumann seine eigene Vergangenheit in Form eines Bilderbuches thematisiert, von der Schuld des Autors, ein nichtreflektierter Mitläufer gewesen zu sein. Diese Schuld literarisch dazulegen spricht zwar für dessen Mut und Aufrichtigkeit, bedeutet darüber hinaus eine mahnende Verpflichtung, ist aber niemals zu tilgen.“

Der Slawist Walter Koschmal hält unter Hinzuziehung der Kinderbuchautorin Gudrun Pausewang das Werk eher für eine misslungene Selbstrechtfertigung.

„Die Verdrängungen, die Hans Baumann betreffen, finden in der Nachkriegszeit noch kein Ende. Ein für Gudrun Pausewang besonders ‚makaberes‘ Beispiel gibt Baumann selbst mit seinem 1961 veröffentlichten Bilderbuch für Kinder ‚Der Bär und seine Brüder‘. In der Interpretation Pausewangs (Wilcke 1999) sucht Baumann ausgerechnet in diesem Bilderbuch sein nazistisches Tun zu rechtfertigen. Er selbst schlüpfe in die Rolle des Tanzbären Mischa (Baumann), den der Bärenführer (Hitler) als jungen Bären verführt habe. Mischa ist ihm freiwillig gefolgt. Damit habe er sich in den Augen der Bärenbrüder aufgegeben und unterworfen. Deshalb trauen die Brüder nach seiner Rückkehr seinen Beteuerungen, er habe falsch gehandelt, nicht. Sie wollen nichts mehr mit ihm zu tun haben, zumal er sie als der vermeintlich weisere auch noch zu belehren sucht. Das Unglaubliche an dieser misslungenen Selbstrechtfertigung ist für Gudrun Pausewang, die Baumann vorhält, dass er als Erwachsener mit seinen Liedtexten ‚ungeheure Verantwortung‘ übernommen habe, dass er sich mit dieser Bilderbuchgeschichte als Opfer stilisiere und sich nicht als Täter sehen könne.“

Der Kinder- und Jugendbuchforscher Klaus Doderer deutet die Bärenbrüder als Kritiker Baumanns.

„Baumann präsentiert in dieser Parabel sich und macht fühlbar, daß die Härte und die Zweifel seiner Kritiker ihn nicht kaltgelassen haben.“

Die Autorin sowie Kinder- und Jugendbuchlektorin Maria Rutenfranz weist dem Buch durchaus eine herausragende Deutlichkeit zu.

„Am deutlichsten verarbeitet er die Grundproblematik seines eigenen Lebens - die Abhängigkeit von einem Mächtigen und die Schwierigkeiten der Loslösung - in der Bärenfabel "Der Bär und seine Brüder". Inwieweit es Baumann in seinen Büchern glückt, sich tatsächlich von diesen "Großen" zu distanzieren, die Gefahren der blinden Nachfolge und die Probleme der Loslösung glaubhaft werden zu lassen, ist umstritten. Vgl. dazu besonders die Arbeiten von Winfred Kaminski.“

Winfried Kaminski hatte sich als Kinder- und Jugendbuchkritiker sehr intensiv mit dem Werk Baumanns auseinandergesetzt. So widmet er der Bärenparabel auch einem ganzen Abschnitt, in der er u. a. ausführt:

„Zeitlich verbunden mit ‚Ich zog mit Hannibal‘ und mit dem Schauspiel ‚Im Zeichen der Fische‘ ist Baumanns ‚Der Bär und seine Brüder‘ (1961). […] Autor und Figur sind nicht einfach identisch zu setzen, aber er erzählt in nur leicht verschleierter Form von sich: Setzt sich den Einwürfen aus. Dadurch erreicht die Fabel eine eine innere Geschlossenheit und in bezug auf das Zentralproblem ‚die Befreiung aus dem Bann‘ und das ‚Zerreißen der Kette‘ eine immanente Logik, die in seinen historischen Erzählungen und Stücken fehlt.“

Und so wird diese von Kaminski beurteilte Glaubhaftigkeit auch an anderer Stelle aufgegriffen:

„Kaminski hat vor allem in der Deutung der Parabel Der Bär und seine Brüder – bei aller kritischen Distanz dem Autor im Ganzen eine glaubhaft ‚innerlich vollzogene Loslösung‘ aus dem Bannkreis des Faschismus attestiert.“

## Ausgaben
Der Bär und seine Brüder erschien zuerst im Ensslin & Laiblin Verlag aus Reutlingen. 1976 erfolgte eine überarbeitete Neufassung mit dem Zusatztitel Die Heimkehr eines Bären und mit Bildern von Jan Brychta, welche im Otto Maier Verlag erschien. In diesem Verlag erreichte das Buch 1986 die 6. Auflage. Zudem wurde das Werk 1962 ins Englische und 1965 in Afrikaans übersetzt. Unter dem Titel Mischa und seine Brüder. Eine Bärengeschichte. Erschien 1984 eine Fassung im Thienemann Verlag mit Illustrationen von Reinhard Michl. In dieser Version folgten Übersetzungen ins Schwedische (1984), Englische (1985) und Französische (1987). Es gibt eine Hörbuchversion gelesen von Liane Hielscher.

## Auszeichnungen
Das Buch stand sowohl 1962 (Kategorie: Kinderbuch) und auch in einer Neufassung 1985 (Kategorie: Bilderbuch) auf der Auswahlliste zum Deutschen Jugendbuchpreis. Die späte Ausgabe erhielt 1984 den dritten Platz im Troisdorfer Bilderbuchpreis.